# ガブリエラ・ドリオ
ガブリエラ・ドリオ (Gabriella Dorio、1957年6月27日 - )は、イタリアの陸上競技選手。1984年ロサンゼルスオリンピック女子1500mの金メダリストである。
ドリオは最初に1980年のモスクワオリンピック1500mに出場したが、このときは4位に終わっている。彼女が最初に優勝したのは1982年のヨーロッパ室内陸上の1500mであった。ついで、同年のヨーロッパ選手権の1500mでは銅メダルを獲得。そしてついに1984年のロサンゼルスオリンピックで、ルーマニアのドイナ・メリンテやマリチカ・プイカを破り、金メダルを獲得した。

## 主な実績
| 年   | 大会                 | 場所                         | 種目  | 結果 | 記録    |
| ---- | -------------------- | ---------------------------- | ----- | ---- | ------- |
| 1981 | ユニバーシアード     | ブカレスト(ルーマニア)       | 800m  | 銀   | 1:58.99 |
| 1981 | ユニバーシアード     | ブカレスト(ルーマニア)       | 1500m | 金   | 4:05.35 |
| 1981 | IAAFワールドカップ   | ローマ(イタリア)             | 1500m | 1位  | 4:03.75 |
| 1982 | ヨーロッパ陸上選手権 | アテネ(ギリシャ)             | 1500m | 銅   | 3:59.02 |
| 1983 | ユニバーシアード     | エドモントン(カナダ)         | 1500m | 金   | 4:07.26 |
| 1984 | オリンピック         | ロサンゼルス(アメリカ合衆国) | 1500m | 金   | 4:03.25 |